# Мапа сајта
Мапа сајта (у наставку текста сајт-мапе)(енгл. site map) је листа страница веб-сајта доступна корисницима или crawler-има.
Може бити документ у било којој форми који може да се искористи као алатка за планирање веб-дизајна или веб-страница која излистава странице веб-сајта, обично уређене хијерархијски.

## Типови сајт-мапа
Постоје две популарне верзије сајт-мапа. XML сајт-мапа је структуиран формат који није намењен кориснику већ указује претраживачу веба на странице које су од релативне важности једна другој и колико се те странице често ажурирају. ХТМЛ сајт-мапе су дизајниране за корисника и помажу му у проналажењу садржаја странице, оне не морају да укључују све или појединачне под-странице. Ово помаже корисницима и претраживачким ботовима да пронаћу странице на веб-сајту. 
ХТМЛ сајт-мапа се не може приложити Гугл вебмастер алатима јер то није подржан формат за мапе сајта.
Док неки веб-девелопери тврде да је индекс странице прикладнији начин да се прикаже функционалност странице, веб-кориснике оба термина асоцирају на исту ствар. Meћутим, индекс странице се користи како би приказао А-Ж индекс који пружа увид у појединачни садржај док сајт-мапе пружају општи увид у целокупни садржај веб-сајта.
XML је структура документа и стандард за енкодирање који се користи, поред многобројних других ствари и као стандард за crawler-е који им помаже да пронаћу и парсирају сајт-мапе. Испод је дат пример XML сајт-мапе (недостаје линк до жељеног сајта). Задавање инструкција crawler боту се задаје путем "Robots" текстуалне датотеке(пример је такоће дат испод). Сајт-мапе могу побољшати СЕО оптимизацију веб-сајта тако што ћемо бити сигурни да све странице могу бити пронаћене. Ово је поготово битно уколико веб-сајт користи динамичке приступе садржају попут Адоб Флеш или Јаваскрипт менија који не укључује ХТМЛ линкове. Они такоће помажу при навигацији, пружајући увид у садржај сајта у једном погледу.

## Предности XML сајт-мапе за претраживање-оптимизацију Flash сајтова
Испод се налази пример проверене XМЛ сајт-мапе за једноставан веб-сајт од три стране.Сајт-мапе су користан алат који чини да странице направљене у Flash-у и другим не-HTML језицима буду претраживе. Уколико је навигација на веб-сајту веб-сајта напревљена у Flash-у, аутоматизовани програм за претрагу ће вероватно наћи само иницијалну home страницу; следеће странице вероватно неће бити пронађене без XML сајт-мапе.
Пример XML сајт-мапе:
```
<?xml version="1.0" encoding="UTF-8"?>

<urlset
 
xmlns=
"http://www.sitemaps.org/schemas/sitemap/0.9"
>

  
<url>

    
<loc>
http://www.example.com/?id=who
</loc>

    
<lastmod>
2009-09-22
</lastmod>

    
<changefreq>
monthly
</changefreq>

    
<priority>
0.8
</priority>

  
</url>

  
<url>

    
<loc>
http://www.example.com/?id=what
</loc>

    
<lastmod>
2009-09-22
</lastmod>

    
<changefreq>
monthly
</changefreq>

    
<priority>
0.5
</priority>

  
</url>

  
<url>

    
<loc>
http://www.example.com/?id=how
</loc>

    
<lastmod>
2009-09-22
</lastmod>

    
<changefreq>
monthly
</changefreq>

    
<priority>
0.5
</priority>

  
</url>

</urlset>

```

## XML сајт-мапе
Google је представио Google сајт-мапе да би веб-девелопери могли да објављују листе линкова преко својих сајтова. Основна претпоставка је да неки сајтови имају велики број динамичких страна којима је могуће приступити једино кроз корисћење форми и уноса корисника. Датотеке сајт-мапа садрже URL-ове до ових страница да би crawlers-и могли да их пронађу. Bing, Google, Yahoo и Ask сада заједно подржавају протокол сајт-мапа.
Од када Bing, Yahoo, Аsk и Google користе исти протокол, поседовање сајт-мапа омогућава да четири највећа претраживаца имају ажурирану страницу са информацијама. Сајт-мапе не гарантују да ће сви линкови бити пропуштени кроз crawler, и crawler не гарантује индексирање. У сваком случају, сајт-мапе су и даље најбоље осигурање да ће претраживац имати увид у цео ваш сајт. Google Webmaster алати допуштају власнику сајта да аплоудује сајт-мапу коју ће Google да crawl-ује, а исту ствар могу да остваре са робот.тxт датотеком.
XМL сајт-мапе замениле су старију методу "слања претраживачима" попуњавањем форме на submission(клијентској) страници претраживача. Сада веб-девелопери подносе мапу сајта директно, или чекају да је претраживач нађе.
XМL (Еxtensible Маrkup Language) је много прецизнији него HTML кодирање. Грешке се не толеришу, тако да синтакса мора бити прецизна. Препоручује се коришћење XML синтаксног валидатора као сто је један бесплатан који се може наћи на: http://validator.w3.org
Постоје аутоматизовани генератори (и за софтвер и за веб апликације) за XML сајт-мапе за комплексније сајтове. 